# Вишиваний Кирило Васильович
Кирило Васильович Вишиваний (4 жовтня 1986, Дуліби, Україна — 13 березня 2022, с. Старичі, Україна) — військовик Збройних сил України, учасник російсько-української війни. Брат Василя Вишиваного.

## Життєпис
Закінчив Львівський державний ліцей з посиленою військово-фізичною підготовкою імені Героїв Крут, Мукачівський військовий ліцей, Національну академію сухопутних військ імені гетьмана Петра Сагайдачного.
Проходив військову службу в Академії імені Петра Сагайдачного та військовій частині в с. Старичах Львівської області. У 2016 році перебував в зоні АТО у Луганській області.
Загинув 13 березня 2022 року в результаті ракетного удару крилатими ракетами класу «повітря-земля» по Яворівському військовому полігону.